# Io e te (programma televisivo)
Io e te è stato un programma televisivo italiano in onda dal 2019 al 2020 su Rai 1 nel primo pomeriggio con la conduzione di Pierluigi Diaco affiancato nella prima stagione da Sandra Milo e Valeria Graci. Nella seconda stagione è affiancato da Katia Ricciarelli e Santino Fiorillo.

## Storia
Il programma nasce per sostituire la trasmissione Vieni da me durante la sua pausa estiva, in quanto in onda nella stessa fascia oraria (14:00-15:40), ed è suddiviso in varie rubriche: Ad armi pari, La posta del cuore, Come nelle favole e L'intervista.
Dal 26 agosto al 6 settembre 2019 il programma, insieme a La vita in diretta Estate, si trasferisce dallo Studio 3 del Centro di produzione Rai di Via Teulada allo Studio 3 del Centro radiotelevisivo Biagio Agnes.
Dal 1º giugno al 14 agosto 2020 torna allo Studio 3 del Centro di produzione Rai di Via Teulada e va in onda senza pubblico a causa della pandemia di COVID-19. Dal successivo 17 agosto torna allo Studio 3 del Centro radiotelevisivo Biagio Agnes.
La sigla del programma è la canzone Come nelle favole di Vasco Rossi.
Il programma chiude definitivamente il 28 agosto 2020.
Il 24 febbraio 2023, per omaggiare Maurizio Costanzo scomparso la mattina dello stesso giorno, su Rai 2 è stato trasmesso in seconda serata un estratto della puntata dove è stato ospite. Sempre su Rai 2 il pomeriggio del 30 luglio 2025,  per omaggiare Enrico Lucherini scomparso il 28 luglio precedente è stato trasmesso un estratto della puntata dove è stato ospite.

## Edizioni
La prima edizione va in onda dal 17 giugno al 6 settembre 2019. L'edizione è condotta da Pierluigi Diaco, Valeria Graci e Sandra Milo. Quest'ultima si occupa di una rubrica chiamata La posta del cuore, nella quale analizza i problemi di cuore dei telespettatori.
A metà maggio 2020 Pierluigi Diaco conferma il ritorno del programma dal primo giugno dello stesso anno, ma senza Valeria Graci e Sandra Milo. Ad accompagnarlo sono infatti Katia Ricciarelli e Santino Fiorillo. La prima si occupa della Posta del cuore e di una rubrica dedicata all'opera lirica, il secondo conduce la rubrica Cartolina Divina, un omaggio a personalità del mondo dello spettacolo.
La seconda edizione va in onda dal 1º giugno al 28 agosto 2020, con la partecipazione anche dell'artista TestaSecca (Lucangelo Bracci) e dell'autrice Paola Tavella, che cura lo spazio dedicato agli animali dal titolo Gli amici di Ugo, dal nome del cane del conduttore, presente in studio fino al 16 luglio. Altro spazio fisso è dedicato alla musica italiana con una canzone abbinata ad una parola che viene fatta ascoltare interamente. A causa di una persona positiva al SARS-CoV-2 nello staff di produzione, la seconda edizione termina con una settimana di anticipo venendo sostituita da La vita in diretta Estate.
| Edizione | Periodo        | Periodo          | Orario      | Puntate | Conduttore      | Co-conduttori     | Co-conduttori    | Regia              | Regia               | Studio                                           |
| Edizione | Inizio         | Fine             | Orario      | Puntate | Conduttore      | Co-conduttori     | Co-conduttori    | Regia              | Regia               | Studio                                           |
| -------- | -------------- | ---------------- | ----------- | ------- | --------------- | ----------------- | ---------------- | ------------------ | ------------------- | ------------------------------------------------ |
| 1ª       | 17 giugno 2019 | 6 settembre 2019 | 14:00-15:40 | 59      | Pierluigi Diaco | Valeria Graci     | Sandra Milo      | Salvatore Perfetto | -                   | Studio 3 di Via Teulada e Studio 3 di Saxa Rubra |
| 2ª       | 1º giugno 2020 | 28 agosto 2020   | 14:00-15:40 | 65      | Pierluigi Diaco | Katia Ricciarelli | Santino Fiorillo | Salvatore Perfetto | Elisabetta Pierelli | Studio 3 di Via Teulada e Studio 3 di Saxa Rubra |

## Io e te di notte
Io e te di notte è uno spin-off del programma televisivo Io e te in onda in seconda serata ogni sabato dal 14 settembre 2019 con la conduzione di Pierluigi Diaco e la partecipazione di Sandra Milo, Valeria Graci, Santino Fiorillo, Melissa Panarello (solo per la prima edizione), Enrico Lucherini, Flavia Perina (dalla seconda edizione) e Paola Tavella.

### Edizioni
| Edizione | Orario      | Inizio            | Fine             | Puntate |
| -------- | ----------- | ----------------- | ---------------- | ------- |
| 1ª       | 23:50-01:00 | 14 settembre 2019 | 30 novembre 2019 | 12      |
| 2ª       | 23:50-01:00 | 4 gennaio 2020    | 1º febbraio 2020 | 5       |